# Ivar Swartling
Axel Ivar Swartling, född 1 juni 1868 i Norrköping (Sankt Olai), död 27 juni 1926 i Norrköping (Hedvig), var en affärsman, kommunalpolitiker och riksdagsman. Han var son till Axel Swartling, bror till John Swartling och farbror till Erik Swartling.

## Biografi
Swartling var disponent för Ströms AB 1894–1913, verkställande direktör i AB Förenade yllefabriker 1913–1919 och ordförande i styrelsen för Svenska yllefabrikantföreningen 1907–1919. Från 1907 var han ordförande i styrelsen för Sveriges textilindustriförbund. Från 1907 var han styrelseordförande för Norrköping-Söderköping-Vikbolandets järnvägs AB och från 1916 för Köping-Uttersbergs järnvägs AB. Han tillhörde från 1907 Svenska Arbetsgivareföreningens och från 1917 Sveriges Industriförbunds styrelse.
Swartling hade även uppdrag utanför industrin. Han var bland annat från 1901 ordförande i styrelsen för Norrköpings stadshypoteksförening och var 1910–1925 ordförande i styrelsen för Riksbankens avdelningsskontor i Norrköping. Swartling var också ordförande i styrelsen för Tekniska elementarskolan i Norrköping sedan 1916 och för Östergötlands-Södermanlands handelskammare sedan 1913. Från 1898 var han ledamot av Norrköpings stadsfullmäktige (vice ordförande 1909). Under riksdagarna 1918–1920 tillhörde Swartling andra kammaren för Norrköpings-Linköpings valkrets, invald av högern. Han blev 1914 ledamot av Statens industrikommission och var 1918–1923 ledamot av skolkommissionen. År 1919 blev Swartling ledamot av processkommittén och 1924 av bankkommittén. Han är begravd på Norra begravningsplatsen i Norrköping.